# گیورگ ناوه
گیورگ ناوه (انگلیسی: Georg Naue؛ زادهٔ نامشخص - درگذشته نامشخص) قایقران قایق بادبانی اهل آلمان بود.